# Alemão (filme)
Alemão é um filme de ação e drama brasileiro de 2014, dirigido por José Eduardo Belmonte, escrito por Gabriel Martins e estrelado por Caio Blat, Gabriel Braga Nunes, Marcello Melo Jr., Milhem Cortaz, Otávio Müller, Mariana Nunes, Jefferson Brasil, Antônio Fagundes e Cauã Reymond. O longa conta a história de cinco policiais que se infiltram na favela do Complexo do Alemão para completar uma missão, no entanto, traficantes descobrem tudo sobre a operação secreta e começam uma busca incessante para eliminar os policiais infiltrados, que tem apenas 48 horas para conseguir sair da favela.
O filme foi todo gravado em 2013 no Rio de Janeiro, e foi lançado em 13 de março de 2014, pelas distribuidoras Downtown Filmes e Paris Filmes. Ele é produzido também pela RT Features e pela Camisa 13 Cultural. Em 2016 foi exibido pela Rede Globo na forma de minissérie em 4 capítulos, como ocorrido com outros filmes.
Foi Indicado ao Emmy Internacional em 2017.

## Enredo
Samuel (Caio Blat), Danilo (Gabriel Braga Nunes), Carlinhos (Marcello Melo Jr.), Branco (Milhem Cortaz) e Doca (Otávio Müller) são cinco policiais infiltrados no Complexo do Alemão, uma área que abrange várias favelas e é considerado um dos locais mais perigosos do Rio de Janeiro. A operação dá errado quando o governo ameaça invadir o local com forças militares, o que leva o chefe local do tráfico de drogas, Playboy (Cauã Reymond), a cortar as comunicações da favela. Isto deixa os policiais sem comunicação com o delegado Valadares (Antônio Fagundes), chefe deles e pai de Samuel, e os força a se esconder na pizzaria de Doca, que ele abriu para que o grupo tivesse uma base na favela. Para piorar a situação, um assistente de Valadares, Pixixo (Izak Dahora), é quase capturado pelos homens de Playboy, e, durante a fuga, deixa para trás uma mochila contendo detalhes de todos os policiais infiltrados.
Os cinco policiais conseguem se reunir na pizzaria, sendo que alguns por pouco não foram capturados. Carlinhos é o último a chegar e é imediatamente confrontado por Branco, que o considera o traidor. Mesmo negando qualquer culpa, ele é algemado. Carlinhos também é o namorado de Letícia (Aisha Jambo), irmã de Senegal (Jefferson Brasil), o braço-direito de Playboy.
Enquanto isso, Mariana (Mariana Nunes), uma faxineira e moradora do Alemão, deixa seu filho em casa e vai para a pizzaria reclamar o dinheiro de sua faxina. Ela entra no local com sua chave e desce até o porão, onde é capturada por Branco. Mesmo depois das explicações de Doca, Branco impede Mariana de sair, temendo que ela os delate, especialmente após descobrir que ela teve seu filho com Playboy.
A tensão na favela aumenta quando o governo reúne suas tropas para invadir o local. Valadares fica cada vez mais frustrado com o fato de não conseguir falar com seu filho e seus homens. Enquanto isso, Playboy manda seus homens interrogarem pessoas nas ruas e nos barracos em busca de informações sobre os policiais.
Sabendo que Carlinhos está apaixonado por Letícia, Playboy convence Senegal a usar a própria irmã como isca. Ele a coloca em um carro de som e passeia pela favela ameaçando-a e usando as caixas de som para que Carlinhos o ouça de onde quer que esteja. Após uma discussão, Carlinhos é finalmente autorizado por Branco a ir resgatar Letícia sozinho. Após Mariana dizer que os policiais sempre deixam os colegas para trás quando a situação fica difícil, Branco decide ir ajudar Carlinhos. Branco diz a Senegal que eles têm Mariana, por quem Playboy ainda é apaixonado, e que o traficante só voltará a vê-la se ele os libertar. Depois de os policiais deixarem o local, Senegal decide bolar um plano para matar todos eles por conta própria, sem o conhecimento de Playboy.
Ele reúne alguns capangas e invade a pizzaria. Todos morrem no tiroteio, exceto Letícia e Mariana. Após deixar o local, Mariana encontra Pixixo, que a coloca em contato com Valadares. Ela confirma que nenhum policial sobreviveu e Valadares desaba no chão, chorando a morte do filho.
O filme termina com cenas e fatos sobre a tomada do Complexo do Alemão, seguidas por imagens das Manifestações no Brasil em 2013 e manifestações da campanha Onde Está Amarildo?

## Elenco
- Cauã Reymond como Celso Pinheiro Pimenta (Playboy)
- Caio Blat como Samuel
- Gabriel Braga Nunes como Danilo
- Marcello Melo Jr. como Carlinhos
- Milhem Cortaz como Branco
- Otávio Müller como Doca
- Mariana Nunes como Mariana
- Micael Borges como Negociador ONG
- Antônio Fagundes como delegado Valadares
- Marco Sorriso como Caveirinha
- Aisha Jambo como Letícia
- Jefferson Brasil como Senegal
- MC Smith como Mata Rindo[4][5]
- Izak Dahora como Pixixo
- Alcemar Vieira como policial Sérgio
- Andrea Cavalcanti como delegada Sílvia
- Francisco Gil como Zuim
- Kikito Junqueira como Sushi
- Gláucio Gomes como Faguinho
- Ezequiel Martins Custódio como Dinei
- Genilda Maria como Crislaine

## Produção

### Desenvolvimento
A ideia do filme surgiu no final de 2012, quando produtor Rodrigo Teixeira estava assistindo a um programa de televisão sobre a operação da policia no Complexo do Alemão. No momento ele se perguntou como seria a vida de cada policial antes da operação, e de que forma a informação sobre a invasão havia vazado para os moradores. Com base nesta ideia, Rodrigo escreveu um argumento inicial. O restante do roteiro ficou a cargo de Gabriel Martins, que teve que expandir a ideia. O roteiro veio a ser concluído um mês depois.
O produtor imaginou Alemão como um longa-metragem com bastante cenas de ação, tiroteios em becos da favela e muita tensão, mas sem estrutura para concretizar um projeto desse tamanho, ele optou por um filme em que a mídia diz ser parecido com 12 Angry Men, onde membros de um júri ficam confinados numa sala de deliberação. Rodrigo Teixeira acabou recorrendo ao diretor Eduardo Belmonte, para fazer algo mais simplificado da ideia, no qual a produção se encaixasse na situação financeira.

### Filmagens
Com um orçamento de 4 milhões de reais,  as filmagens iniciaram em 17 de março de 2013, e foram finalizadas em 6 de abril, no Rio de Janeiro. As filmagens aconteceram no próprio Alemão e nas comunidades de Rio das Pedras e Chapéu Mangueira. Foi a primeira vez que um filme de ficção foi rodado na favela do Complexo do Alemão.

## Lançamento
Alemão foi lançado no circuito nacional em 14 de março de 2014,  pela distribuidora Downtown Filmes. Inicialmente, o longa seria lançado em novembro de 2013, mas por motivos não esclarecidos houve algumas alterações na data de lançamento.

### Divulgação
Para a divulgação de Alemão, a produção lançou um website no início de março de 2014. A página complementa uma ação offline que está sendo realizada pelas ruas do Rio de Janeiro. A campanha de divulgação continua com os cartazes de “procura-se” com os rostos dos personagens estão sendo espalhados pela cidade. Em cada um deles foi colocado o endereço do site para que o público faça sua denúncia. A URL mostra a reprodução de um mapa, uma espécie de amuleto da história, com todas as informações sobre o filme.
| “ | É como se o transeunte impactado pela ação descobrisse o filme da maneira que a polícia foi desvendando o esquema do tráfico. A ideia é inserir o público nessa pequena história que, no universo do filme, acabou se desenrolando na grande operação militar que todos nós acompanhamos pela mídia em 2010 | ” |

O site foi criado e desenvolvido pelo Estúdio Colletivo. A ação foi uma cocriação das agências Dharma e Moonstro. Os desenhos nos cartazes são do ilustrador Renato Cafuzo. Já o primeiro trailer foi lançado em 23 de janeiro de 2014, contando também com a música “Guerra”, do Marechal na trilha sonora.